# سلاتر برادلي
سلاتر برادلي (بالإنجليزية: Slater Bradley)‏ هو مصور أمريكي، ولد في 1975 في سان فرانسيسكو في الولايات المتحدة.